# Catephia diplogramma
Catephia diplogramma là một loài bướm đêm trong họ Erebidae.